# 大桑特
大桑特（法語：Grande-Synthe，法語發音：[ɡʁɑ̃d sɛ̃t]；荷蘭語：。一译格朗德桑特），法国北部城市，上法蘭西大區北部省的一个市镇，隶属于敦刻尔克区，其市镇面积为21.44平方公里，2022年1月1日时人口数量为20,347人，在法国城市中排名第392位。
大桑特位于北部省北部，敦刻尔克市区西侧，是敦刻尔克重要的卫星城，两地间有多条公交线路连接。安赛乐米塔尔在大桑特境内建有大型钢铁厂，为当地带来了较多的就业岗位。

## 地名来源
“桑特”一名来源于拉丁语单词“sentina”，意为“水渠”，可能与当地中世纪初开凿的人工渠有关。与“大桑特”对应的还有“小桑特”，其原为一独立市镇，与大桑特相邻，后于1972年整体并入敦刻尔克。

## 历史
大桑特最初被记载于公元648年，其所处区域历史上被多个政权统治。中世纪时期，大桑特长期为一座普通渔村。法国大革命后，大桑特成为诺尔省的一个市镇，工业革命期间，一条沿海岸线修建的铁路从大桑特市区南部经过。一战和二战时期，大桑特均曾遭到猛烈轰炸。二战后，大桑特被开辟为重要的能源港口，人口数量快速增加，成为敦刻尔克附近重要的卫星城。1981年，原属敦刻尔克的阿尔贝克街区整体并入大桑特。21世纪初，大桑特北部丛林区域逐渐集中了大批希望偷渡前往英国的难民，形成大桑特营地，引发了国际社会的关注。2017年3月，该营地已基本被清空。

## 地理

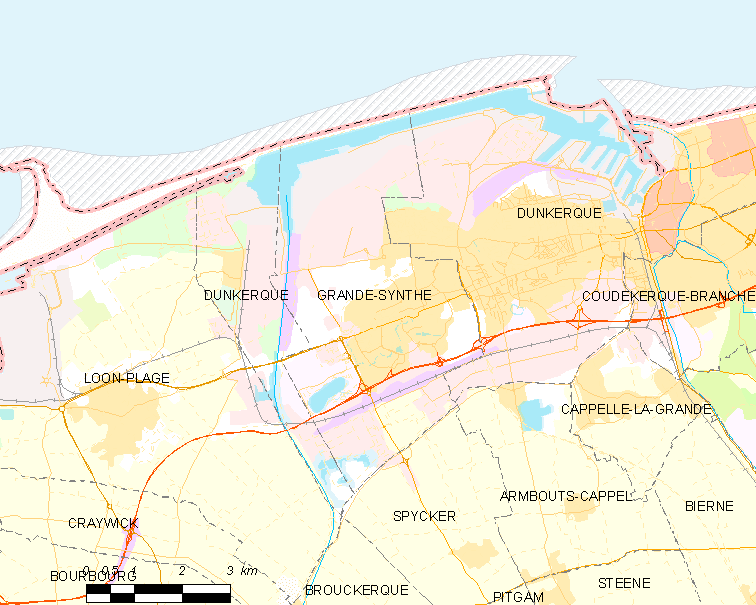
大桑特市镇范围地图

大桑特位于法国北部，上法兰西大区北部和诺尔省北部，距离省会里尔大约75公里。与大桑特接壤的市镇包括：敦刻尔克、斯皮凯尔、阿姆布茨卡佩勒、布鲁凯尔克。

### 地形
大桑特位于佛兰德平原西部，境内地势低平，全境海拔在0到17米之间。

### 水文
人工开凿的Noort Gracht运河自市区南部经过，市区西南部另有皮图克湖（Le Puythouck），其附近区域被开辟为大桑特大区级自然保护区。

### 植被
大桑特属于温带落叶林区，市区内的主要绿地公园包括东南部的磨坊公园（Parc du Moulin）和市区西部的大桑特公共花园（Jardin Public de Grande-Synthe）等，均常年免费向公众开放。
在鲜花城市的评比中，大桑特被评为4星级鲜花城市。

### 气候
大桑特在柯本气候分类法中属于温带海洋性气候。

## 行政区划
大桑特是法国上法兰西大区诺尔省的一个市镇，编号为59271。大桑特隶属于敦刻尔克区和诺尔省第十三选区，管理大桑特县，同时也是敦刻尔克大滨海城市公共社区的组成部分。
大桑特市镇被划为7个街区，每个街区设有一个“街区管理中心”（Maisons de quartiers），供当地居民参与市政管理事务。
法国国家统计与经济研究所（简称）在进行数据统计时，将大桑特及相邻的另外8个市镇设为敦刻尔克城市核心区，并将包括核心区在内的周边共55个市镇划为敦刻尔克城市区。自2020年起，大桑特城市区被包含55个市镇的敦刻尔克城市辐射区代替。此外，还将大桑特市镇分为了10个“块区”（IRIS），以便于统计人口分布情况。

## 交通

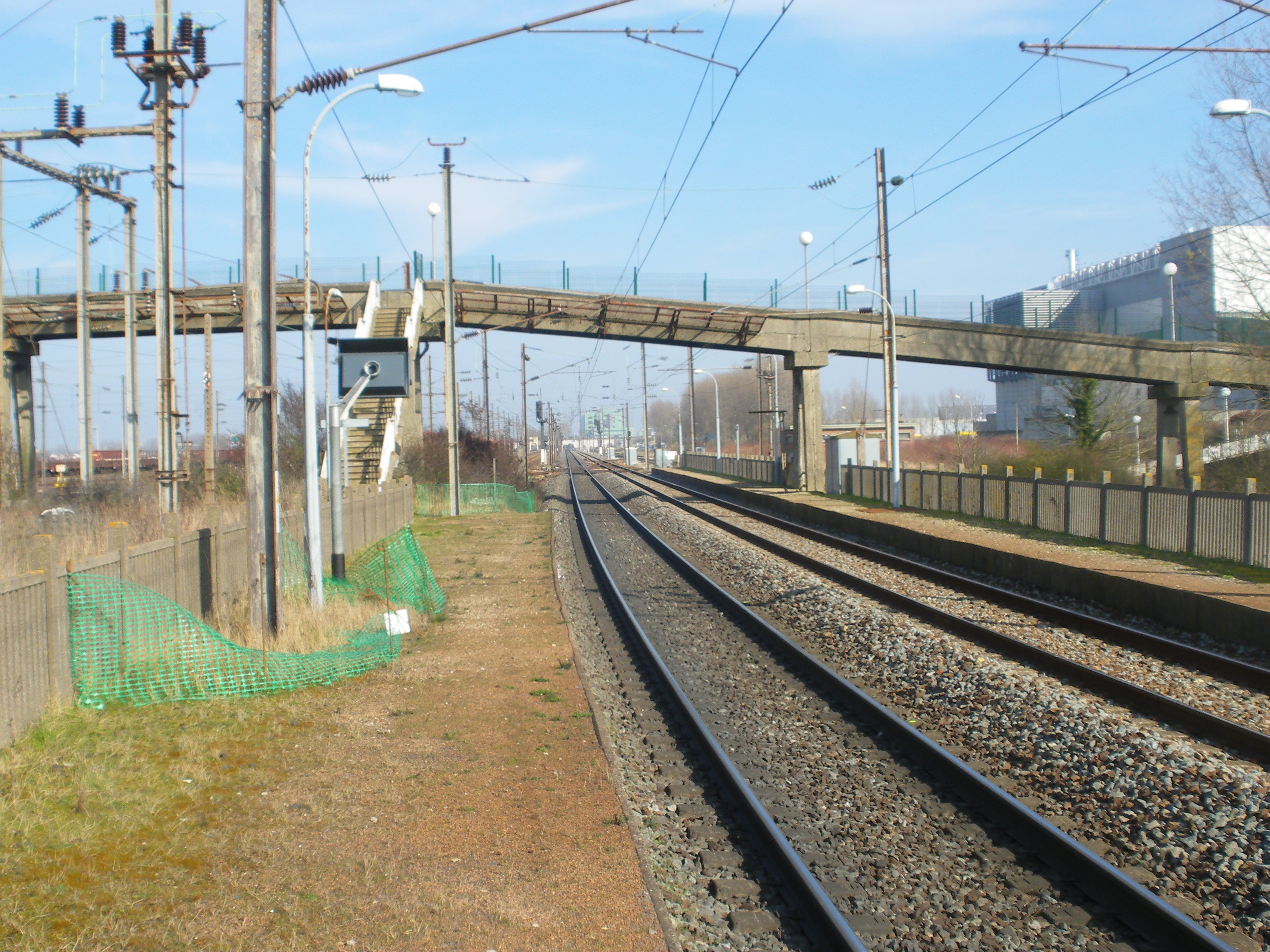
大桑特火车站

### 公路
A16高速公路从大桑特市区南部经过，并设有54、55和56三个出入口连接市区，此外还有57号互通式立交桥连接法国国道N225线；此外多条诺尔省省道在大桑特境内交汇，上法兰西大区下属的城际客运提供巴士线路，可前往加来。
2017年，77%的大桑特家庭拥有至少一辆的私人汽车。2019年，大桑特境内共发生各类交通事故7起，造成1人遇难，6人受伤。

### 铁路
大桑特位于库德凯尔克-布朗什－莱丰蒂内特铁路上，该铁路主要供货运服务，2014年完成电气化改造后出现了客运列车。大桑特境内有两个铁路车站：大桑特站和库尔甘站，均为无人看守的铁路乘降所，停靠往返于敦刻尔克和加来之间的区域列车。

### 航空
距离大桑特最近的民用航空站为位于比利时境内的奥斯坦德-布鲁日机场，距离大桑特市中心的公路里程约58公里。

### 城市公共交通
大桑特是敦刻尔克城市公共交通（商业名称为）的服务范围。截至2021年4月，该系统下属的C1线、C2线、C4线和公交15路、17路、18路、19路、22路、23路以及25路经过大桑特的市镇范围内。

## 政治

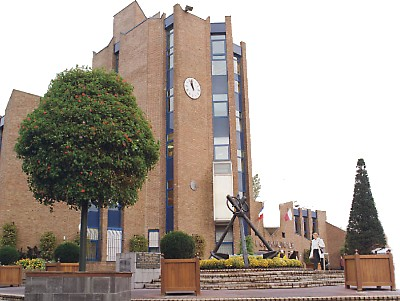
大桑特市政大楼

大桑特的现任市长为马夏尔·贝亚尔特先生（Martial Beyaert），他是社会党的一名成员，在2020年的市政选举中获得了53.56%的支持率。
在2017年的法国总统大选中，法国第25任总统埃马纽埃尔·马克龙在大桑特获得了54.31%的支持率。

## 人口
2018年，大桑特市镇人口数量为22,777，在法国排名第392位。其中男性11,759人，女性11,207人，75岁及以上人口占5%，外籍人口数量为4,767人，人口密度为1,062人/平方公里，当地居民被称为（男性）或（女性）。2019年，大桑特境内出生298人，死亡人口153人。
| 年份   | 1936  | 1946 | 1954  | 1962  | 1968   | 1975   | 1982   | 1990   | 1999   | 2006   | 2011   | 2016   | 2018   |
| ------ | ----- | ---- | ----- | ----- | ------ | ------ | ------ | ------ | ------ | ------ | ------ | ------ | ------ |
| 人口數 | 1,404 | 916  | 1,551 | 2,875 | 12,559 | 24,250 | 26,231 | 24,362 | 23,247 | 21,408 | 20,933 | 23,294 | 22,777 |

## 经济
大桑特是一个区域性的中心城市，当地共有各类用人单位,家，平均历史为XX年，其中.%为中小型企业（PME）。 （钢铁）、（机械维修）及（金属铸造生产）是当地2019年营业额最高的三个企业，分别为416,078,397欧元、109,317,341欧元和97,759,321欧元。

## 财政收入
2019年，大桑特的财政收入总额为65,919,700欧元，财政支出总额为61,366,100欧元，当年的债务总额为18,340,600欧元。2020年，大桑特共获得5,804,043欧元的国家财政补助，比上一年增加了0.03%。
2017年，大桑特的人均月收入总额为1,893欧元，其中高级职员为3,208欧元，低于法国平均水平（4,214欧元）；中级职员为2,270欧元，低于法国平均水平（2,353欧元）；普通职员为1,560欧元，亦低于法国平均水平（1,690欧元）。
2017年，大桑特境内的青壮年（15至64岁）失业率为28.4%，当地29.3%的家庭拥有纳税资格，平均纳税1,458欧元，低于法国平均水平（3,888欧元）。

## 社会事务

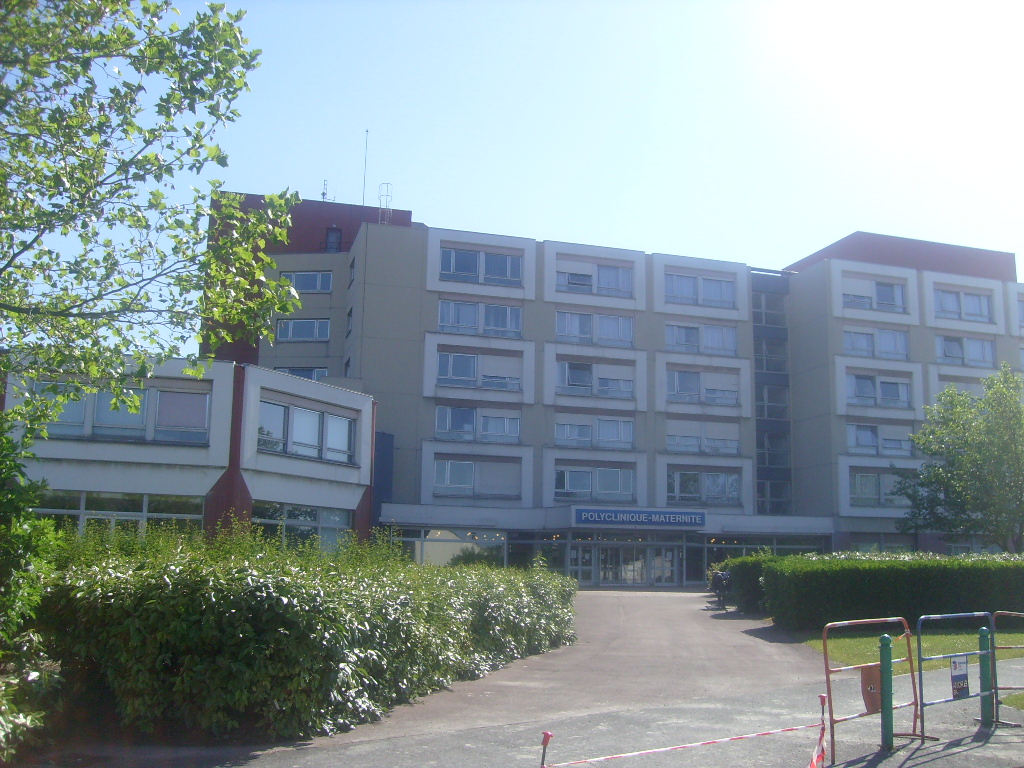
大桑特综合医院

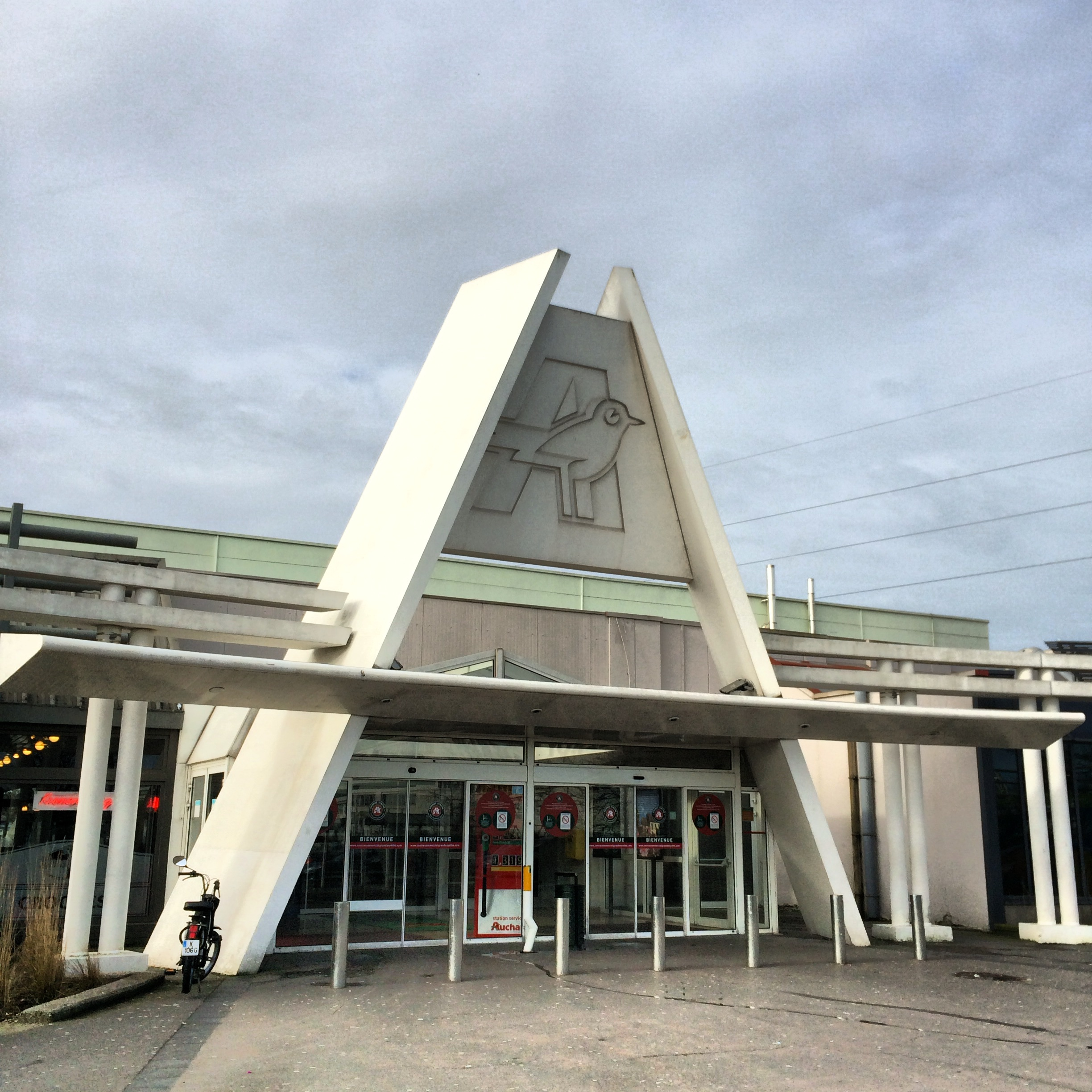
大桑特境内的欧尚超市

### 教育
大桑特属于里尔学区。截止2019年1月1日，大桑特境内共有9所幼儿园、13所小学、4所初级中学、1所普通高中和2所职业高中。2018至2019学年度，大桑特境内共有在校中等教育阶段学生2,559名。

### 医疗
截止2019年1月1日，大桑特境内共有全科医生13名、保健师12名、牙医9名、护士14名、眼科医生3名和妇科医生1名。境内共有药房8家、养老院1家、残疾人帮扶中心2家。
大桑特是“敦刻尔克中心医院”（Centre Hospitalier de Dunkerque）的服务范围，后者是法国的一个区域性医疗机构，其主病区位于敦刻尔克市区，设有床位568个，是当地规模最大的公立综合性医院。除此之外，大桑特市区还有“大桑特综合医院”（Polyclinique de Grande-Synthe），是当地的一家综合性私立医院。

### 住房
2017年，大桑特境内共有各类住房8,234套，其中51.3%为独立式居民区，48.5%为集中式居民区。常住房屋占大桑特市镇范围内居民建筑总量的96.5%。
在住房保障政策方面，2017年，大桑特境内共有3,441户家庭获得了住房经济补助，受益人数占总人口数量的15%，其中3,233份为房租补助。

### 商业
2019年，大桑特境内共有各类实体商铺229家，其中餐厅30家、大型超市4家、杂货店2家、面包房9家、肉铺7家、书店5家、银行门店7家、美容美发店19家、汽车维修店15家。市区X部建有大型开放式商业街区。

### 体育
2019年，大桑特境内共有1家游泳池、14间体育馆、2座综合体育场、7处网球场、1处马术场、5处足球或橄榄球场以及4处篮球或排球场。
截至2021年4月，大桑特境内共有五家注册足球俱乐部（包含一家五人制足球队）。其中大桑特奥林匹克成立于1963年，2020至2021赛季参加上法兰西大区足球联赛。

### 环境
大桑特的环境事务由其所属的公共社区负责。2019年，大桑特境内共有4家污染企业。

### 治安
2019年，大桑特市镇范围内有1处派出所。
2014年，大桑特及附近地区共发生各类案件8,490起，其中盗窃类案件5,381起，经济类案件526起，毒品交易类案件451起。

## 文化
2019年，大桑特境内有1家电影院。大桑特市政府提供多媒体中心，向公众全年开放。

### 建筑
因两次世界大战的影响，大桑特境内的建筑物大多建于20世纪50年代以后。

### 旅游
大桑特的旅游事务由其所属的公共社区负责。2020年，大桑特境内共有5家宾馆共计254间房间。

### 媒体
法国主要的媒体均可在大桑特接收，法国电视三台下属的上法兰西大区频道在部分时段播出大桑特所属区域的地方新闻。

## 相关人物
法国足球运动员罗贝尔·马尔姆、雷米·韦库特尔、热奥弗鲁瓦·代尔尼斯以及网球运动员盧卡斯·普耶出生于大桑特。

## 友好城市
截至2021年4月，大桑特共与一座城市互为友好城市关系：
- 波蘭 苏瓦乌基